# Aleuria mellea
Aleuria mellea är en svampart som först beskrevs av Cooke & Plowr., och fick sitt nu gällande namn av Jean Louis Emile Boudier 1907. Aleuria mellea ingår i släktet Aleuria och familjen Pyronemataceae.   Inga underarter finns listade i Catalogue of Life.